# Радзивилл, Жигимонт Кароль
Князь Жигимонт Кароль Радзивилл (4 декабря 1591, Несвиж — 5 ноября 1642, Ассизи) — государственный и военный деятель Великого княжества Литовского, меценат. Подкоморий столовицкий (с 1614 года) и познанский (с 1625 года), кравчий коронный (с 1617 года), кравчий великий литовский (1633—1638), 4-й ординат Несвижский (1636—1642), подчаший великий литовский (1638—1642), воевода новогрудский (1642).

## Биография
Представитель несвижской линии литовского магнатского рода Радзивиллов герба «Трубы». Третий сын воеводы трокского и виленского князя Николая Кшиштофа Радзивилла «Сиротки» (1549—1616) от брака с Эльжбетой Ефимией Вишневецкой (1569—1596). Братья — каштелян трокский Ян Ежи Радзивилл, каштелян виленский Альбрехт Владислав Радзивилл и воевода полоцкий Александр Людвик Радзивилл.
Вначале учился в Несвижском иезуитском коллегиуме, затем в Болонском университете в Италии. В 1612 году выступил в Мальтийский рыцарский орден и воевал с турками в Средиземноморье. В 1614 году Жигимонт Кароль Радзивилл возглавил основанную отцом для него Столовицкую командорию ордена, в которую вошли местечки Столовичи и Потейко в Новогрудском воеводстве.
В 1621 году участвовал в разгроме турецкой армии в битве под Хотином. Во время Тридцатилетней войны (1618—1648) с 1622 года в составе имперской армии воевал против немецких протестантских князей. С 1623 года командовал конными отрядами «лисовчиков» в австрийском армии. В 1625 году возглавил Познанскую командорию Мальтийского ордена.
Во время войны Речи Посполитой со Швецией (1600—1629) в 1628 году выставил собственный военный полк. В 1632—1634 годах во время русско-польской войны участвовал в боях под Смоленском.
В 1617 году Жигимонт Кароль Радзивилл был назначен кравчием при польской королеве, в 1633—1638 годах — кравчий великий литовский. В 1636 году после смерти своего старшего брата Альбрехта Владислава Радзивилла унаследовал Несвижскую ординацию. В 1638 году получил должность подчашего великого литовского. В 1642 году Жигимонт Кароль Радзивилл был назначен воеводой новогрудским. Избирался послом на сеймы в 1625, 1626, 1632, 1633, 1635, 1637 и 1639 годах.
Построил в Столовичах костёл Иоанна Крестителя, в других своих владениях — четыре униатские церкви, костёл в Деревной, госпиталь в Столовичах и Крошине. В последние годы жизни поддерживал план организации в Речи Посполитой отдельного приората Мальтийского ордена, который должен был возглавить.
Скончался 5 ноября 1642 года в городе Ассизи (Италия).
Ему принадлежали имения Деревной, Хатовы, Крошин, Колдычево и Березовец в Новогрудском воеводстве, а также город Шидловец в Польше.